# Hitoshi Ashinano
Hitoshi Ashinano (芦奈野ひとし, Ashinano Hitoshi, nascut a Yokosuka, Prefectura de Kanagawa el 25 d'abril de 1963) és un mangaka japonès.
El seu treball més conegut és Yokohama Kaidashi Kikō, pel qual va guanyar el Premi Quatre Estacions de la revista Afternoon per treballs de debut i en 2007 el Seiun Award pel Millor Manga de Ciència-ficció. Altre treball remarcable és Position. També se l'ha conegut per fer dōjinshi sota el nom de "suke". Abans del seu debut, Ashinano treballà com assistent del mangaka Kōsuke Fujishima.

## Treballs
- Isaki of the Cub (カブのイサキ, Kabu no Isaki) (2007-en curs, Afternoon)
- Kumabachi no koto (febrer del 2007, Afternoon)
- Misaki (July 2006, Afternoon)
- Position (1999, Afternoon Season Zōkan i Bessatsu Morning[3])
- Trbo Type S (2006, manga tribut a E no Moto)
- Yokohama Kaidashi Kikō (1994-2006, Afternoon)